# Seoul E-Land FC
O Seoul E-Land FC é um clube de futebol sul-coreano sediado em Seul. A equipe compete na K-League Challenge. Ele pertence a E-Land.

## História
O E-Land Group anunciou oficialmente a fundação do clube em 2014, ingressando como clube na K-League. o grupo já teve o clube E-Land Puma FC, que atuou entre 1992-1998.